# Anna Hlavinková-Mladinco
Anna Hlavinková-Mladinco (25. března 1872 Senj – 10. července 1940 Brno) byla chorvatská sociální pracovnice.

## Životopis
Původem byla Chorvatka, provdala se za českého stavitele Vincence Hlavinku, společně pak žili v Brně. 
Sžila se s brněnskými poměry a jako sociální pracovnice pracovala v různých spolcích. V letech 1913–1924 byla až do rozpuštění spolku (18. 12. 1924) předsedkyní Dívčí akademie v Brně, v letech 1928–1936 starostkou Vesny a předsedkyní Dobročinného komitétu. Za jejího starostování byla v roce 1930 dokončena stavba Domova Elišky Machové.
V Brně bydlela v ulici Rückertova 34, nyní Lipová. Zemřela v Zemské nemocnici. Pohřbena byla na Ústředním hřbitově v Brně.